# Per Ulrich
Peder "Per" Ulrich Lillethorup  (8. juli 1915 i Vesterbølle – 13. juni 1994) var en dansk maler, billedhugger, grafiker, forfatter, modstandsmand og folkeskolelærer.
Ulrich, der oprindeligt var uddannet lærer fra Ranum Seminarium i 1937, dimitterede fra Kunstakademiet i 1952 efter studier på både billedkunstskolen og den grafiske skole. Hans uddannelse som kunstner begyndte på Statens tekniske Lærerkursus, hvorfra han tog afgang 1940, og han fortsatte på Frederiksberg Tekniske Skole (bl.a. under Henry Luckow-Nielsen) nogle måneder, studerede hos Bizzie Høyer og slutteligt fra 1946 på Kunstakademiet under Aksel Jørgensen på malerskolen, Holger J. Jensen på den grafiske skole og Johannes Bjerg på billedhuggerskolen.
Han blev som medlem af Frit Danmarks lærergruppe anholdt af Schalburgkorpset i marts 1944, da han var i færd med at fremstille en illegal pamflet med karikaturtegninger af Hitler. Først sad han i danske fængsler, men blev sammen med ni andre udtaget som gidsel under Folkestrejken i juli 1944, hvilket førte til ophold i tyske fængsler og koncentrationslejre frem til 1945; blandt andet sad han i Sachsenhausen. Efter krigen udgav han tegninger herfra. 
Sin debut som maler fik han på Kunstnernes Efterårsudstilling i 1943. I 1953 boede han i et kunstnerkollektiv i Mexico, og udgav i 1962 bogen Rejseår med indtryk herfra. Han blev året efter medlem af Kunstnersammenslutningen Kammeraterne. Blandt hans øvrige litterære værker er hørespil, noveller og selvbiografiske romaner. Som billedkunstner stod han blandt andet bag et monument i granit for danske Spaniensfrivillige, der i 1986 blev opstillet i Churchillparken i København. 
Per Ulrich modtog i 1990 Gelsted-Kirk-Scherfig-Prisen.